# Parafia Najświętszego Serca Jezusowego w Łodzi

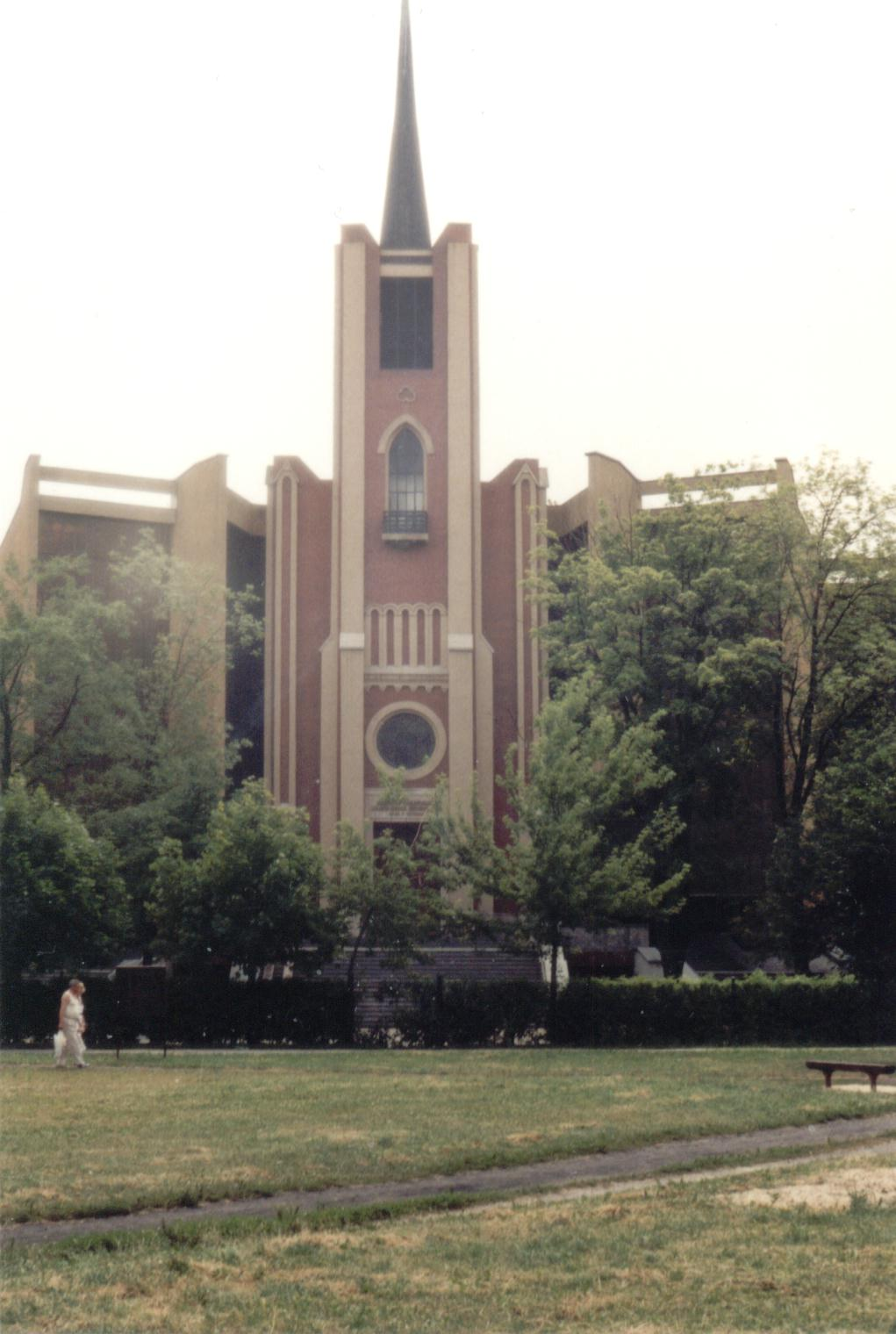
Dzwonnica i ściana frontowa kościoła parafialnego NSJ

Parafia pw. Najświętszego Serca Jezusowego w Łodzi – rzymskokatolicka parafia położona w zachodniej Łodzi, na osiedlu Retkinia, wchodząca w skład dekanatu Łódź-Retkinia-Ruda archidiecezji łódzkiej.

## Historia
Parafia została utworzona po wieloletnich staraniach mieszkańców Retkini o odłączenie od parafii pw. św. Mateusza w odległych o ok. 10 km Pabianicach.
18 maja 1910 r. ówczesny zwierzchnik kościelny obszarów Retkini – biskup kujawsko-kaliski Stanisław Zdzitowiecki erygował parafię pw. Najświętszego Serca Jezusowego. Decyzja ta została uroczyście ogłoszona mieszkańcom 5 czerwca 1910 r.
Początkowo nowo utworzona parafia obejmowała znaczny obszar złożony z podłódzkich wsi, spośród których największą, licząca blisko 2 000 osób była Retkinia, w której ulokowano budynek kościoła. Ponadto w skład tej jednostki podziału administracyjnego Kościoła wchodziły też wsie (obecnie peryferyjne osiedla): Karolew, Lublinek, Charzew, Smulsko, część Chocianowic, Rokicia, a nawet Rudy Pabianickiej.
W wyniku starań mieszkańców tej ostatniej miejscowości w 1936 r. zmniejszono obszar parafii i całą Rudę Pabianicką ponownie włączono do parafii pabianickiej.

## Podział parafii w latach 80.
Wraz z rozwojem Łodzi wzrastała także liczba mieszkańców okolicznych wsi, co powodowało wzrost liczby parafian. Proces ten nasilił się zwłaszcza po włączeniu terenów należących do parafii NSJ w obręb miasta.
Po zbudowaniu na Retkini osiedla mieszkaniowego z wielkiej płyty, co nastąpiło w latach 70. i na początku 80., liczba parafian wzrosła lawinowo z około 6 tys. w roku 1965 do blisko 80 tysięcy w 1982 r. Podjęto wtedy decyzje o wydzieleniu z terenu parafii NSJ nowych jednostek podziału administracyjnego Kościoła:
- parafii Chrystusa Króla (1983 r.)
- Najświętszej Eucharystii (1987 r.)
- Św. Rodziny (1989 r.)
- Wniebowstąpienia Pańskiego (1989 r.)

## Obszar
W wyniku wyodrębnienia kilku nowych parafii obecnie parafia NSJ obejmuje tylko niewielką część osiedla Retkinia – podosiedle Sympatyczna, większość Zagrodnik i osiedla Hufcowa oraz część osiedla Balonowa (Retkinia-Południe). Oznacza to, iż do parafii należą bloki nr: 1–53, 60–64, 69, 96–134, 137–149, 162–193, 201–230, 270–276, 280–288, a także kilkanaście domów jednorodzinnych pozostałych z okresu, gdy Retkinia była jeszcze wsią. 
W związku z zaleceniami kościoła katolickiego dotyczącymi liczby wiernych w parafii, która nie powinna przekraczać 15 000 istnieją plany dalszego zmniejszenia obszaru parafii.

## Kościół parafialny
Kościołem parafialnym jest Kościół Najświętszego Serca Jezusowego, postawiony wkrótce po erygowaniu parafii.
Świątynia ta, zbudowana w stylu neogotyckim była pierwotnie obiektem jednonawowym, murowanym, zbudowanym na rzucie krzyża łacińskiego. W latach 1977–1983 w związku ze znacznym wzrostem liczby parafian (spowodowanym budową osiedla) kościół ten został gruntownie przebudowany, tak, iż ze starej świątyni pozostała tylko dzwonnica.

## Proboszczowie parafii Najświętszego Serca Jezusowego
| ks. Paweł Załuska                             | 1910–1914 |
| ks. Feliks Wójcik                             | 1914–1923 |
| ks. Wacław Walecki                            | 1923–1926 |
| ks. Mikołaj Bondarenko                        | 1926–1929 |
| ks. Adam Nowak                                | 1929–1932 |
| ks. Władysław Chojnacki                       | 1932–1941 |
| 1941–1945 kościół zamknięty z powodu okupacji |           |
| ks. Roman Liszewski                           | 1945–1966 |
| ks. Władysław Lasota                          | 1966–1974 |
| ks. Jan Sobczak                               | 1974–2007 |
| ks. Roman Łodwig                              | 2007–2023 |
| ks. Piotr Pirek                               | od 2023   |